# NOc Antares (H-40)
Le NHo Garnier Sampaio (H-437) est un navire hydro-océanographique de la Marine brésilienne. Il porte le nom en l'honneur de l'illustre officier sous-marinier de la marine brésilienne, le vice-amiral Helio Garnier Sampaio .

## Historique
Anciennement HMS Helmsdale (M 2010) de la Royal Navy , ce navire a été construit par le chantier naval Richards Ironworks à Lowestoft, en Grande-Bretagne. C'était un navire d'entrainement de la Royal Naval Reserve. 
le gouvernement brésilien et le ministère de la Défense britannique ont signé un accord d'achat de trois navires de patrouille de classe River dont l'Helmsdale, ainsi que pour les quatre destroyers de la classe Greenhalgh , d’une valeur approximative de 170 millions de dollars (100 millions de livres sterling),  le 18 novembre 1994.
Il a été incorporé sous le nom de NB Roger Sampaio (H-37) à la Marine brésilienne le 31 janvier 1995 à la base navale de Portsmouth, en Angleterre, lors d’une cérémonie conjointe avec le NB Amorim do Valle (H-35) et le NB Jorge Leite (H-36), présidé par M. Rubens Antonio Barbosa, Ambassadeur du Brésil au Royaume-Uni. Les trois navires baliseurs (NB) forment la Classe Amorim do Valle.
Les trois navires ont été reclassé comme navire hydro-océanographique le 28 février 2004 et furent désormais en mesure de réaliser des études hydrographiques, océanographiques, météorologiques ainsi que des activités de signalisation nautique dans toute la région du bassin amazonien. Il portedésormaisle nom de NHo Garnier Sampaio (H-37).
.

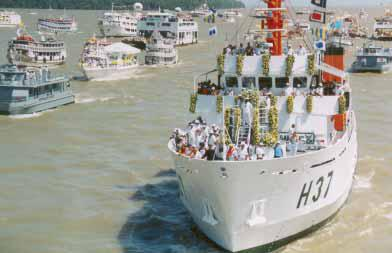
Círio de Nossa Senhora de Nazaré

Le Garnier Sampaio participe également à la procession du Círio de Nossa Senhora de Nazaré (Cercle fluvial) portant l’image de Notre-Dame de Nazaré d'Icoaraci à Belém.
Il est subordonné au service de signalisation nautique du Nord (SSN-4), basé à Belém, et est affectueusement appelé par son équipage "Águia do Norte".

### Note et référence
1. ↑  HMS Helmsdale (M 2010)
2. ↑  Greenhalgh-class - Site navypedia.org

- (pt) Cet article est partiellement ou en totalité issu de l’article de Wikipédia en portugais intitulé « NHo Garnier Sampaio (H-37) » (voir la liste des auteurs).